# Peräsaari (ö i Mellersta Finland, Jyväskylä)
Peräsaari är en ö i Finland. Den ligger i sjön Leppävesi och i kommunen Laukas i den ekonomiska regionen  Jyväskylä ekonomiska region  och landskapet Mellersta Finland, i den centrala delen av landet, 240 km norr om huvudstaden Helsingfors. Öns area är 1 hektar och dess största längd är 170 meter i öst-västlig riktning.